# King of Clubs
King of Clubs — дебютный сольный студийный альбом Пола Гилберта, выпущенный в 1997 году.
В 1997 году Пол Гилберт накопил достаточно материала, чтобы записать сольный альбом. Тогда он ушёл из Mr. Big и приступил к записи альбома, получившего название King of Clubs.
Пол хотел сделать его целиком в духе DIY — самому сочинить и исполнить партии всех инструментов, самому записать и спродюсировать запись. Однако, после того как Пол осознал, что не сможет исполнить ударные партии на должном уровне, он пригласил старых знакомых — Пэта Торпи (Mr. Big) и Джеффа Мартина (Racer X). В итоге на альбоме только в одной композиции исполнение партии ударных принадлежит Полу — «I’m Just In Love». В этой же композиции отметился Винс Фальконе, сыгравший в ней на фортепиано. Кроме этого, друзья Гилберта исполнили несколько партий бэк-вокала.
«The Jig» — композиция Иоганна Себастьяна Баха, аранжированная Гилбертом для двух акустических гитар. Для Пола стало традицией помещать на каждый альбом собственную аранжировку одного из его любимых классических произведений. Кроме этого, он часто цитирует классических композиторов в своих соло.
«The Jam» — инструментальный джем, записанный вживую во время студийных сессий. В записи приняли участие Брюс Боулетт (гитара), Джон Альдерет (бас-гитара) и Джефф Мартин (ударные).
Интересный факт — кричащий подросток на обложке — это сам Гилберт в детстве; данная фотография были взята из личного фотоархива его родителей.

## Список композиций
Все песни написаны Полом Гилбертом, кроме отмеченных особо.
1. «Champagne» — 3:20
2. «Vinyl» — 3:36
3. «Girls Who Can Read Your Mind» — 3:30
4. «I’m Just In Love» — 1:56
5. «The Jig» (Instrumental) — 2:24 (И. С. Бах)
6. «Girlfriend’s Birthday» — 2:59
7. «Bumblebee» — 4:22
8. «Streetlights» — 4:57
9. «My Naomi» — 4:21
10. «Double Trouble» — 3:07
11. «Million Dollar Smile» — 2:19
12. «The Jam» (Instrumental) — 19:35
13. «I Do» (бонус-трек японского издания) — 2:59

## Участники записи
- Пол Гилберт — вокал, гитара, фортепиано, орган, бас-гитара, тамбурин, ударные (трек 4)
- Пэт Торпи — ударные (треки 1 и 7)
- Джефф Мартин — ударные (треки 2-6 и 8-12)
- Брюс Боулетт — гитара (трек 12)
- Джон Альдерет — бас-гитара (трек 12)
- Майк Шутер — бэк-вокал
- Дейв С. Джон — бэк-вокал
- Винс Фальконе — фортепиано (трек 4)

## Продюсирование
- Продюсирование, запись и сведение — Пол Гилберт и Брюс Боулетт
- Мастеринг — Крис Беллман (Bernie Grundman Mastering)
- Запись произведена в Batgirl Studio